# Jakob-Kaiser-Haus

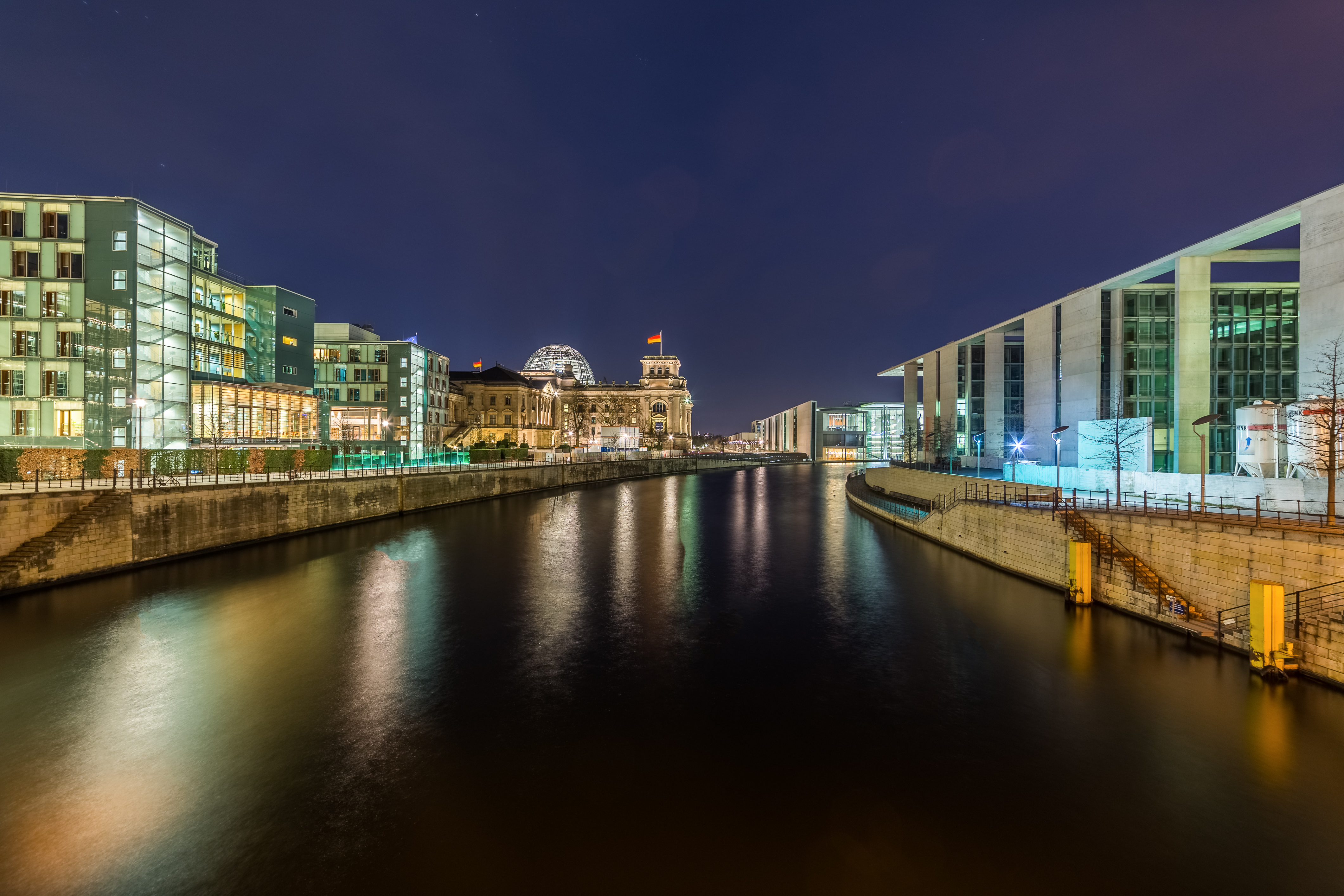
Sprewa i od lewej: Jakob-Kaiser-Haus, Reichstag i Marie-Elisabeth-Lüders-Haus

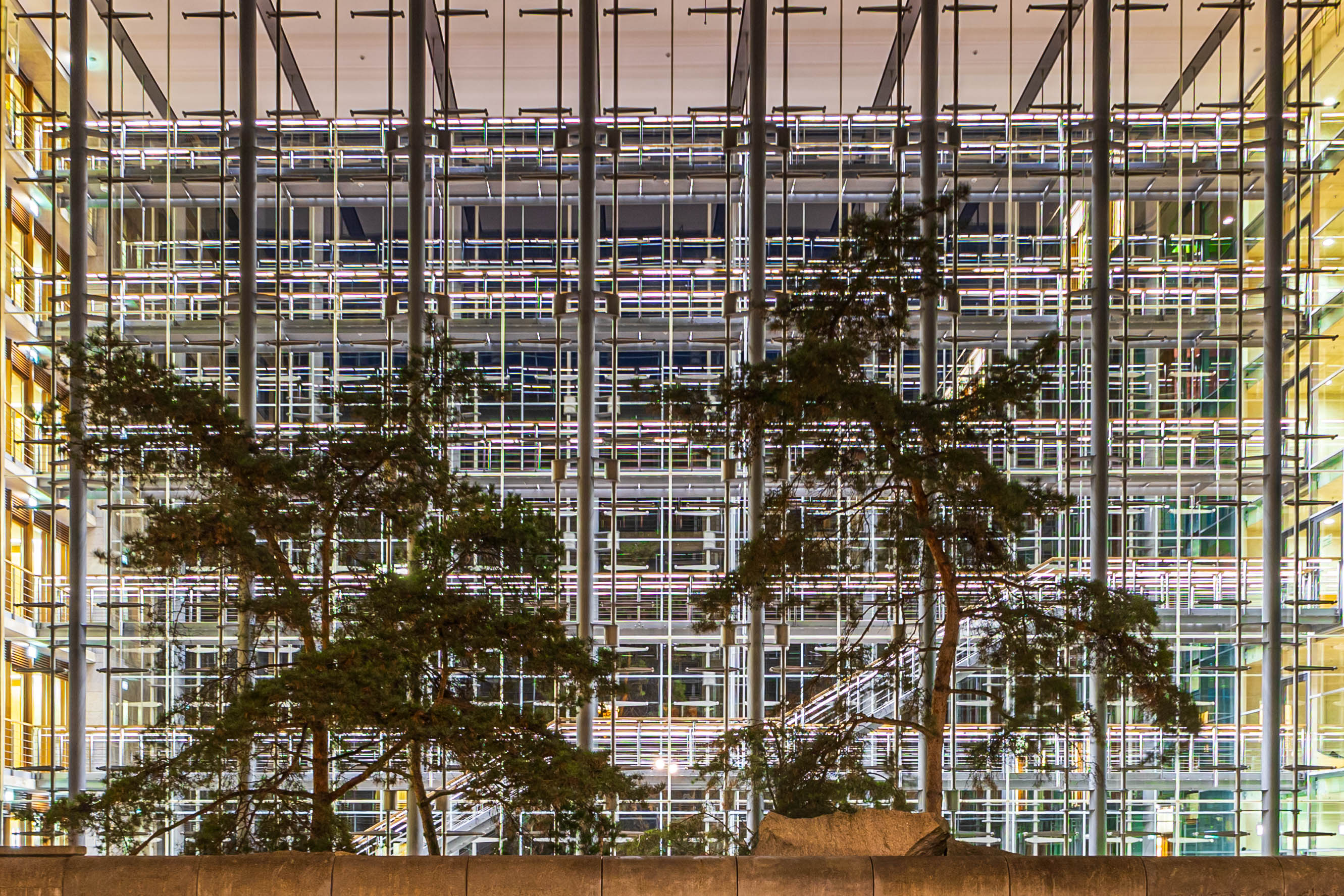
Detal elewacji

Jakob-Kaiser-Haus – niemiecki budynek rządowy (federalny) zlokalizowany w centrum Berlina (Mitte), bezpośrednio nad Sprewą (promenada Reichstagsufer), przy Dorotheenstraße, pomiędzy Reichstagiem na zachodzie, a biurowcem Bundestagu przy Wilhelmstraße 65. Jego patronem jest Jakob Kaiser (1888-1961), niemiecki polityk chadecki, przewodniczący wschodnioniemieckiej CDU, minister do spraw wewnątrzniemieckich. W gmachu, który jest największym obiektem należącym do Bundestagu, pracuje około 60% posłów i duża część osób zatrudnionych w różnych frakcjach parlamentarnych.

## Historia i architektura
Na całość obiektu składa się osiem budynków, wpisanych w dawną tkankę urbanistyczną Berlina i pierwotny układ ulic. Koncepcję architektoniczną stworzyło pięć zespołów architektów. Thomas van den Valentyn z Kolonii odrestaurował i odbudował Pałac Przewodniczącego Reichstagu, będący integralna częścią kompleksu. Pozostałe zespoły stworzyły rysunki reszty budowli. Byli to: Busmann und Haberer (budynki nr 3 i 7), de Architekten Cie. (nr 5 i 6), Gerkan, Marg und Partner (nr 4 i 8) oraz Schweger & Partner (nr 1 i 2). Zespoły te powołały do życia spółkę Planungsgesellschaft Dorotheenblöcke Berlin mbH, która stała się generalnym wykonawcą projektu. Gmach oddano do użytku w 2002.
Dwa ciągi budynków o zróżnicowanych fasadach wkomponowano w historyczne parcele po obu stronach Dorotheenstraße, nie przekraczając typowej dla stolicy Niemiec wysokości 22 metrów do gzymsu. Poszczególne obiekty rozdzielają dziedzińce wewnętrzne, a łączą kładki i tunele nad i pod ulicą.
Budynek nr 1 (przy Pałacu Przewodniczącego Reichstagu) pełni rolę wejścia do całego kompleksu i dysponuje znacznych rozmiarów holem od strony Friedrich-Ebert-Platz. Przez szklane elewacje widać stąd Reichstag oraz budynki nr 2-4 wraz z plątaniną kładek i przejść. Zespół ten robi wrażenie spójnej całości, mieszczącej biura obsługi parlamentu i wiceprzewodniczących Bundestagu. W zespole tym mieści się też sala posiedzeń, gdzie obradują parlamentarzyści wraz z miejscami dla publiczności oraz sala posiedzeń komisji. Obie przeznaczone są głównie dla przedstawicieli specjalnych, eksperckich komisji parlamentarnych. Wyposażone są w kamery (studio telewizji parlamentarnej mieści się w podziemiach budynku nr 5) i kabiny tłumaczy.
Budynki nr 4 i 8 mają jednolitą fasadę, która zamyka zespół od strony Wilhelmstraße. W obrębie budynku nr 5 mieści się nerkowaty obiekt mieszczący dwie małe sale konferencyjne.

## Funkcje
Budynek służy zarówno parlamentarzystom i ich pracownikom, jak i frakcjom parlamentarnym oraz zatrudnionym przez nie ludziom. Frakcje ulokowano w południowej części kompleksu. Obiekt ma 1745 pomieszczeń, głównie biurowych, w tym sale konferencyjne i punkty informacyjne rządu federalnego. Jedno pomieszczenie biurowe ma standardowo 18 m², jednak można je łączyć w większe zespoły.

## Sztuka
Gmach mieści kolekcję różnego rodzaju obiektów artystycznych. Są to m.in.:

### Budynek nr 1
- instalacja autorstwa Christine Möbus w formie czterech łodzi (wyścigowych ósemek) w różnych kolorach, opadających i unoszących się, symbolizujących demokratyczne zmagania pomiędzy równymi, podobnie jak w przypadku wyścigów wioślarskich Oxfordu i Cambridge,
- obrazy takich autorów, jak: Bernard Schultze, Andreas Schultze, Max Uhlig, Peter Herrmann, czy Karl Horst Hödicke(inne języki)[2],

### Budynek nr 2
- dziedziniec wewnętrzny zaprojektowany przez Gustava Langego z wodą, głazami i brzozami,
- dziedziniec od strony Sprewy zaprojektowany przez izraelskiego artystę Daniego Karawana z promieniście rozchodzącymi się pasami metalu i wegetujących roślin oraz dziewiętnastoma szklanymi płytami z cytatami z praw podstawowych zawartych w konstytucji niemieckiej z 1949[2],

### Budynek nr 3
- wystrój malarza Ulricha Erbena(inne języki) z okrągłych, kolorowych płytek na ścianach z betonu[2],

### Budynek nr 4 i 8
- dziedzińce wewnętrzne zaprojektowane przez WES & Partner na wzór japoński, z oczkami wodnymi, sosnami oraz prętami z włókien szklanych,
- instalacja drezdeńskiego artysty Matthiasa Jackischa(inne języki) w formie przeciętego na cztery ćwiartki głazu narzutowego, którego części rozmieszczono w obydwu budynkach (głaz pochodzi ze Szwecji, przewieziono go przez Rugię do Neuruppina, pocięto i statkiem przywieziono wodami Sprewy do Berlina),
- instalacja Astrid Klein z Kolonii w formie lamp jarzeniowych imitujących bieg schodów (na jarzeniówkach zawarto cytaty z Lewiatana autorstwa Thomasa Hobbesa na temat konieczności dochowywania umów społecznych)[2],

### Budynek nr 5 i 6
- aranżacja szybów świetlnych autorstwa Lili Fischer(inne języki) i Hansa Petera Adamskiego(inne języki) (ten drugi z grupy artystycznej Mühlheimer Freiheit) w formie wstęg, nimf i innych postaci,
- instalacja i rzeźby angielskiego artysty Antony'ego Gormley'a: dziedziniec wypełniony wodą z ukośną kładką i wystającymi z bocznych ścian prostopadłymi doń postaciami ludzkimi patrzącymi ku niebu,
- niebieskie, świecące szklane tafle przy wejściu do budynku nr 5 autorstwa Jürgena Klaukego(inne języki)[2],

### Budynek nr 7
- czteropiętrowa ceglana ściana z oknami na dziedzińcu autorstwa duńskiego artysty Pera Kirkeby'ego(inne języki) niemająca żadnej funkcji użytkowej[2].